# Внеописанный четырёхугольник

Внеописанный четырёхугольник ABCD и его вневписанная окружность

Внеописанный четырёхугольник — это выпуклый четырёхугольник, продолжения всех четырёх сторон которого являются касательными к окружности (вне четырёхугольника). Окружность называется вневписанной. Центр вневписанной окружности лежит на пересечении шести биссектрис. Это биссектрисы двух внутренних углов противоположных углов четырёхугольника, биссектрисы внешних углов двух других вершин, и биссектрисы внешних углов в точках пересечения продолжений противоположных сторон (смотрите рисунок справа, указанные продолжения сторон проведены пунктиром). Внеописанный четырёхугольник тесно связан с описанным четырёхугольником (у которого четыре стороны касаются окружности).

## Специальные случаи
Дельтоиды являются примером внеописанных четырёхугольников. Параллелограммы (которые включают квадраты, ромбы и прямоугольники) можно считать внеописанными четырёхугольниками с бесконечным радиусом вневписанной окружности, поскольку они удовлетворяют свойствам, описанным ниже, но внеописанная окружность не может касаться обеих пар продолжений сторон (ввиду их параллельности). Выпуклые четырёхугольники, длины сторон которых образуют арифметическую прогрессию, всегда являются внеописанными, поскольку удовлетворяют условиям, описанным ниже для смежных сторон.

## Свойства
Выпуклый четырёхугольник является внеописанным тогда и только тогда, когда существует шесть пересекающихся в одной точке биссектрис. Это биссектрисы двух внутренних углов противоположных углов четырёхугольника, биссектрисы внешних углов двух других вершин и биссектрисы внешних углов в точках пересечения продолжений противоположных сторон.

### Критерии Штейнера внеописанности четырёхугольника для окружности. Теорема Штейнера
- Теорема Штейнера. С точки зрения вычислений, более полезно свойство, что выпуклый четырёхугольник со сторонами a, b, c, d является внеописанным тогда и только тогда, когда сумма двух смежных сторон равна сумме двух других сторон. Это возможно в двух случаях — либо

{\displaystyle a+b=c+d},
либо
{\displaystyle a+d=b+c.}
Свойство доказано Якобом Штейнером в 1846 году. В первом случае вневписанная окружность находится со стороны большего из углов при вершинах A или C, в то время как во втором случае окружность находится со стороны большего из углов при вершинах B или D. Здесь стороны четырёхугольника ABCD имеют длины  a = AB, b = BC, c = CD и d = DA. Комбинируя два полученных равенства, получим, что абсолютные величины разностей противоположных сторон равны,
{\displaystyle |a-c|=|b-d|.}
Это равенство тесно связано с теоремой Пито для описанных четырёхугольников, по которой суммы противоположных сторон равны.

### Критерии Уркхарта внеописанности четырёхугольника для окружности. Теорема Уркхарта.
- Теорема Уркхарта. Если противоположные стороны выпуклого четырёхугольника ABCD пересекаются в точках E и F, то для того, чтобы этот четырёхугольник был внеописанным для окружности, необходимымо, чтобы выполнялось любое из двух условий

{\displaystyle AB+BC=AD+DC\quad \Leftrightarrow \quad AE+EC=AF+FC.}
Если противоположные стороны выпуклого четырёхугольника ABCD пересекаются в точках E и F, то для того, чтобы этот четырёхугольник был внеописанным для окружности, необходимо и достаточно, чтобы выполнялось любое из двух условий
{\displaystyle AB+BC=AD+DC\quad \Leftrightarrow \quad AE+EC=AF+FC.}
Если противоположные стороны выпуклого четырёхугольника ABCD пересекаются в точках E и F, то
{\displaystyle AB+BC=AD+DC\quad \Leftrightarrow \quad AE+EC=AF+FC.}
Вывод слева направо назван именем Л. М. Уркхарта (1902—1966), хотя доказан задолго до него Огастесом де Морганом в 1841 году. Даниэль Педо (Daniel Pedoe) назвал это утверждение самой элементарной теоремой евклидовой геометрии, поскольку в ней речь идёт только о прямых и расстояниях. Эквивалентность доказал Моваффак Хаджа (Mowaffac Hajja), что сделало равенство справа другим необходимым и достаточным условием для того, чтобы четырёхугольник был внеописанным.

### Сравнение с описанным четырёхугольником
Несколько показателей описанных четырёхугольников (левый столбец таблицы) имеют очень похожего двойника для внеописанного четырёхугоольников (средний и правый столбец таблицы), как можно видеть в таблице ниже. Так, выпуклый четырёхугольник имеет вписанную или вневписанную окружность около соответствующей вершины (зависит от столбца) тогда и только тогда, когда выполняется любое из пяти условий.

Внеописанный четырёхугольник ABCD. Дополнительные построения

| Вписанная                                                                                     | Вневписанная вне A или C                                                                      | Вневписанная вне B или D                                                                      |
| --------------------------------------------------------------------------------------------- | --------------------------------------------------------------------------------------------- | --------------------------------------------------------------------------------------------- |
| {\displaystyle R_{1}+R_{3}=R_{2}+R_{4}}                                                       | {\displaystyle R_{1}+R_{2}=R_{3}+R_{4}}                                                       | {\displaystyle R_{1}+R_{4}=R_{2}+R_{3}}                                                       |
| {\displaystyle agh+cef=beh+dfg}                                                               | {\displaystyle agh+beh=cef+dfg}                                                               | {\displaystyle agh+dfg=beh+cef}                                                               |
| {\displaystyle {\frac {1}{h_{1}}}+{\frac {1}{h_{3}}}={\frac {1}{h_{2}}}+{\frac {1}{h_{4}}}}   | {\displaystyle {\frac {1}{h_{1}}}+{\frac {1}{h_{2}}}={\frac {1}{h_{3}}}+{\frac {1}{h_{4}}}}   | {\displaystyle {\frac {1}{h_{1}}}+{\frac {1}{h_{4}}}={\frac {1}{h_{2}}}+{\frac {1}{h_{3}}}}   |
| {\displaystyle \tan {\frac {x}{2}}\tan {\frac {z}{2}}=\tan {\frac {y}{2}}\tan {\frac {w}{2}}} | {\displaystyle \tan {\frac {x}{2}}\tan {\frac {w}{2}}=\tan {\frac {y}{2}}\tan {\frac {z}{2}}} | {\displaystyle \tan {\frac {x}{2}}\tan {\frac {y}{2}}=\tan {\frac {z}{2}}\tan {\frac {w}{2}}} |
| {\displaystyle R_{a}R_{c}=R_{b}R_{d}}                                                         | {\displaystyle R_{a}R_{b}=R_{c}R_{d}}                                                         | {\displaystyle R_{a}R_{d}=R_{b}R_{c}}                                                         |

Обозначения в таблице следующие:
В выпуклом четырёхугольнике ABCD диагонали пересекаются в точке P. R1, R2, R3,R4 — радиусы описанных окружностей для треугольников ABP, BCP, CDP, DAP
h1, h2, h3, h4 — высоты из точки P на стороны a = AB, b = BC, c = CD, d = DA соответственно в тех же треугольниках
e, f, g, h — расстояния от вершин A, B, C, D до точки P
x, y, z, w — углы ABD, ADB, BDC, DBC соответственно
Ra, Rb, Rc, Rd — радиусы окружностей, внешне касательных сторонам a, b, c, d соответственно и продолжениям смежных двух сторон.

## Площадь
Внеописанный четырёхугольник ABCD со сторонами a, b, c, d имеет площадь
{\displaystyle K={\sqrt {abcd}}\sin {\frac {B+D}{2}}.}
Заметьте, что это та же самая формула, что и для описанного четырёхугольника, и она также вытекает тем же самым образом из соотношения Бретшнайдера.

## Радиус вневписанной окружности
Радиус вневписанной окружности четырёхугольника со сторонами a, b, c, d задаётся формулой
{\displaystyle r={\frac {K}{|a-c|}}={\frac {K}{|b-d|}}},
где K — площадь четырёхугольника. Для четырёхугольника с заданными сторонами максимален, когда четырёхугольник также является вписанным. Эти формулы объясняют, почему все параллелограммы имеют бесконечный радиус вневписанной окружности.

## Внешне бицентральный четырёхугольник
Если вокруг внеописанного четырёхугольника можно описать окружность, его называют внебицентральным четырёхугольником. В этом случае, поскольку противоположные углы в сумме составляют 180 °, площадь четырёхугольника можно вычислить по формуле
{\displaystyle \displaystyle K={\sqrt {abcd}}},
той же самой, что и для бицентрального четырёхугольника.
Если x — расстояние между центром описанной окружности и центром вневписанной окружности, то
{\displaystyle {\frac {1}{(R-x)^{2}}}+{\frac {1}{(R+x)^{2}}}={\frac {1}{r^{2}}},}
где R — радиус описанной окружности, а r — радиус вневписанной окружности. Это то же самое равенство, что и в теореме Фусса для бицентрального четырёхугольника. Однако решая квадратное уравнение относительно x, нужно выбирать другой корень, не тот, что выбирается для бицентрального четырёхугольника. Таким образом, для внеописанного четырёхугольника мы имеем
{\displaystyle x={\sqrt {R^{2}+r^{2}+r{\sqrt {4R^{2}+r^{2}}}}}.}
Из этой формулы следует, что
{\displaystyle x>R+r},
что означает, что описанная и вневписанная окружности никогда не могут пересекаться.